# Piatra Craiului (sit SPA)
Piatra Craiului este o arie protejată (arie de protecție specială avifaunistică — SPA) din România întinsă pe o suprafață de 15.904,8 ha, integral pe uscat.

## Localizare
Situl se întinde pe teritoriile administrative ale județelor Argeș (Dâmbovicioara, Dragoslavele, Rucăr) și Brașov (Bran, Fundata, Moieciu, Zărnești). Centrul sitului Piatra Craiului este situat la coordonatele 45°29′02″N 25°13′29″E / 45.484011°N 25.224625°E.

## Înființare
Situl a fost declarat arie de protecție specială avifaunistică (ROSPA0165) în septembrie 2016 pentru a proteja mai multe specii de păsări. Acesta se suprapune în integralitate cu situl de importanță comunitară Piatra Craiului și include ariile naturale Avenul din Grind, Cheile Zărneștilor, Parcul Național Piatra Craiului, Peștera Dâmbovicioara, Peștera Stanciului, Peștera Uluce și Zona carstică Dâmbovicioara - Brusturet.

## Biodiversitate
Situată în ecoregiunea continentală și cea alpină a munților Piatra Craiului aria protejată nu include niciun habitat protejat.
La baza desemnării sitului se află 16 specii de păsări protejate la nivel european sau aflate pe lista roșie a IUCN; astfel: minuniță (Aegolius funereus), acvilă de munte (Aquila chrysaetos), ieruncă (Bonasa bonasia), buhă (Bubo bubo), barză neagră (Ciconia nigra), ciocănitoare cu spatele alb (Dendrocopos leucotos), ciocănitoare neagră (Dendrocopos martius), șoim călător (Falco peregrinus), muscar gulerat (Ficedula albicollis), muscar (Ficedula parva), ciuvică (Glaucidium passerinum), viespar (Pernis apivorus), ciocănitoare de munte (Picoides tridactylus), ciocănitoare verzuie (Picus canus), huhurez mare (Strix uralensis) și cocoș de munte (Tetrao urogallus).